# Nipur
Das Gebirge von Nipur ist aus assyrischen Inschriften bekannt und entspricht nach Leonard William King wohl dem heutigen Cudi Dağı nördlich der Ebene von Silopi, östlich von Cizre.
Sanherib führte hier mehrere Feldzüge, die durch Felsinschriften belegt sind. Das Gebirge gehörte vor der assyrischen Eroberung zu Ukku oder Kumme. Auch die Annalen von Aššur-nasir-apli II. (Ann. Kol. 70–74) erwähnen das Gebirge. Aššur-nasir-apli war hier in Kampfhandlungen verwickelt, bevor er (bei Cizre oder Basorin) den Tigris überschritt und nach Katmuḫḫi weiterzog.
Das Gebirge ist nicht zu verwechseln mit der sumerischen Stadt Nippur südöstlich von Bagdad.